# Кеті Вуд
Кетрін Дадді Вуд (англ. Catherine Duddy Wood; 26 листопада 1955) — засновниця, головний виконавчий директор та директор з управління інвестиціями в компанії Ark Invest — фірмі з управління інвестиціями, що управляє найбільшим фондом, який активно управляється на біржі.
У 2020 році головний редактор Bloomberg News Метью А. Вінклер визнав Кеті Вуд найкращою збирачкою акцій.

## Ранні роки життя та освіта
Вуд народилася в Лос-Анджелесі в родині іммігрантів з Ірландії. Батько Вуд служив в ірландській армії та ВПС США. Він став успішним інженером радіолокаційної системи та був дуже орієнтований на деталі. Саме він наштовхнув Кетрін виявляти та вивчати зв'язки між речами. У 1974 році Вуд закінчила Академію Паризької Богоматері в Лос-Анджелесі — католицьку середню школу для дівчат. У 1981 році Вуд закінчила університет Південної Каліфорнії, отримавши ступінь бакалавра з фінансів та економіки. Одним з професорів Кеті Вуд був економіст Артур Лаффер, який став наставником Вуд.